# なかよし (トムとジェリー)
『なかよし』（Kitty Foiled）は、1948年6月1日公開の『トムとジェリー』シリーズの短編映画作品。カナリアの初登場作品でもある。日本においては現在パブリックドメインとなっている。

## スタッフ
- 監督 - ウィリアム・ハンナ　ジョセフ・バーベラ
- 製作 - フレッド・クインビー
- 作画 - ケネス・ミューズ　アービング・レヴィン　エド・バージ　アーヴン・スペンス
- 音楽 - スコット・ブラッドリー

## あらすじ
ジェリーは凶暴な手口を使い捕まえようとするトムから逃げていた。それを見ていたのはトムの家に飼われているカナリア。カナリアは自分の鳥かごを利用してジェリーを助けるが自身もトムに追いかけられてしまう。
ジェリーは恩返しとしてトムの尻尾を挟みカナリアを助ける。それから怒りに怒ったトムはジェリーとカナリアを追い回し、ドタバタを繰り広げる。
そのうちにジェリーはトムに捕まってしまい、玩具の機関車の線路の上に縛られてしまう。トムの乗った機関車が走行し始めジェリーは絶体絶命。そのピンチにカナリアはボウリングの球を線路の上に落として大穴を空け、トムはその穴の中へ走行する機関車とともに落とされてしまう。
ジェリーとカナリアの二匹は鳥かごのブランコに乗って親睦を深め合うのであった。

## 登場キャラクター
トム
ジェリーを追いかけていた途中で妨害をしてきたカナリアも標的にする。最後は玩具の線路上にジェリーを縛り付け、自ら機関車に乗ってジェリーを轢こうとするが、カナリアによって列車ごと床下へ落とされてしまう。
ジェリー
ピンチを救ってくれたカナリアと友情が芽生え、カナリアの協力もあってトムの攻撃から逃れる。トムがカナリアによって撃退されたあとは鳥かご内でカナリアと仲睦まじく遊んでいた。
カナリア
本作で初登場。トムの家で飼われている。鳥かごからトムとジェリーの喧嘩の様子を見ていて、ジェリーがトムに止めを刺されそうになったところですかさず自分の鳥かごをトムめがけて投げつけるなどしてジェリーを助け、友情が芽生える。その結果、トムの怒りを買い捕まりそうになるがジェリーと互いに助け合いつつ彼の猛攻をやり過ごしていく。やがてジェリーがトムの跨る機関車に轢かれそうになるのを見ると、ボウリングの球を線路上に落として床に穴をあけ、トムを列車ごと床下へ落としてジェリーを救った。